# Thymbra latipennis
Thymbra latipennis är en insektsart som beskrevs av Melichar 1914. Thymbra latipennis ingår i släktet Thymbra och familjen Tropiduchidae. Inga underarter finns listade i Catalogue of Life.